# Любов у часи, коли гроші вирішують все
Любов в часи, коли гроші вирішують все (англ. Love in the Time of Money) — американський художній фільм 2002 року режисера Пітера Маттеї.

## Сюжет
Історії жителів Нью-Йорка, що безнадійно заплуталися в любовному лабіринті. Тоді як родинна пара Елен і Роберт Вокер переживає кризу сексуальних стосунків, причиною якої є латентна гомосексуальність чоловіка, анти-гламурний художник-невдаха Мартін залучається до несподіваного любовного трикутника з сексапільною галеристкою Анною і її молодим чоловіком Ніком.
В той же час, несподіваний результат чекає неохайного біржового брокера Вілла, що волею долі зустрів на своїй дорозі початкуючу повію Грету.

## У ролях
- Віра Фарміґа — Грета
- Розаріо Доусон — Анна
- Стів Бушемі — Мартін
- Джил Хеннессі — Еллен Вокер
- Майкл Імперіолі — Вілл
- Керол Кейн — Джої
- Доменік Ломбардоцці — Едді Ловін